# Тённинг
Тённинг (нем. Tönning) — город в Германии, в земле Шлезвиг-Гольштейн.
Входит в состав района Северная Фрисландия. Население составляет 4921 человек (на 31 декабря 2010 года). Занимает площадь 44,41 км². Официальный код — 01 0 54 138.
Официальным языком в населённом пункте, помимо немецкого, является севернофризский.

## Достопримечательности
Тённингерский замок — замок, построенный в 1580-1583 годах при Адольфе Гольштейн-Готторпском

## Фотографии

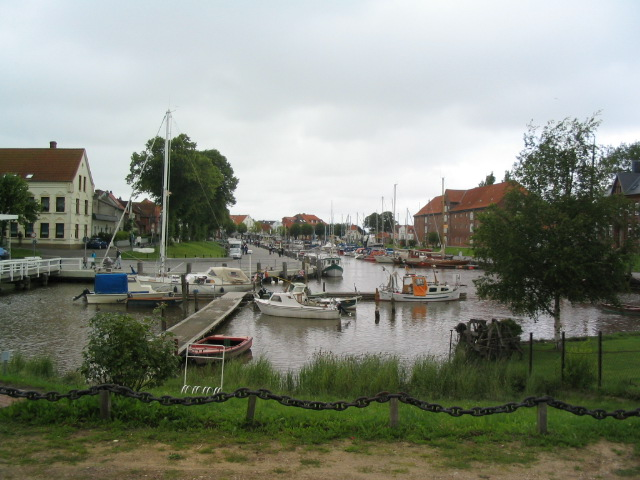
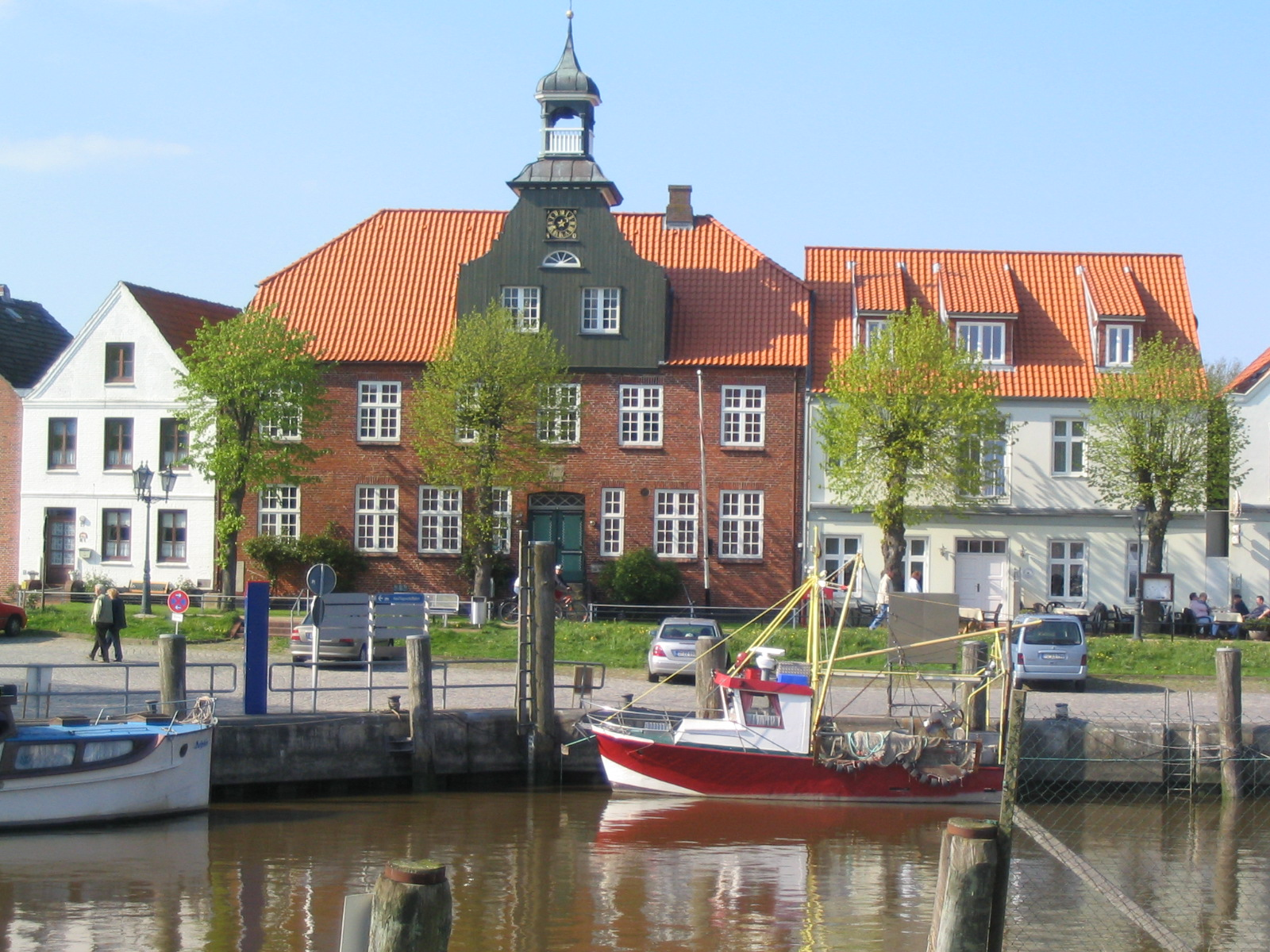
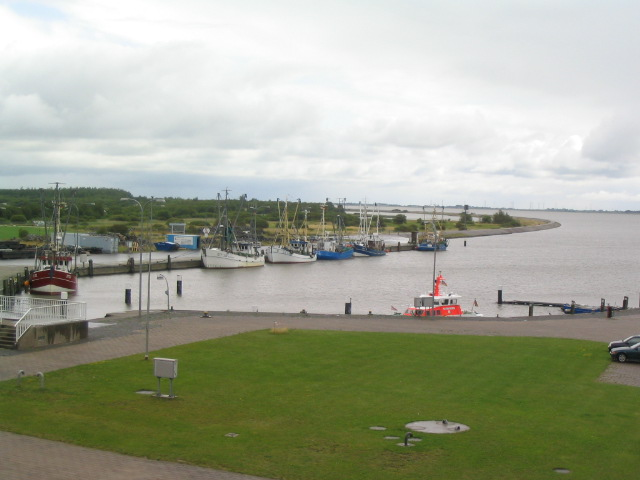

## См.также
- Осада Тённинга (1713—14)